# Copa de Europa de baloncesto 1961-62
La quinta edición de la Copa de Europa de Baloncesto fue ganada por el Dinamo Tbilisi derrotando en la final al Real Madrid en la primera final a un partido con un resultado de 90-83 en Ginebra, Suiza. La final se jugó a un partido en campo neutral debido a la inestable situación política. En la eliminatoria de octavos de final Pallacanestro Varese - Real Madrid, se produjo una de las jugadas más famosas de la historia de baloncesto FIBA, una autocanasta de Lorenzo Alocén a petición de Pedro Ferrándiz, para dejarse perder y no acudir a la prórroga, ya que el equipo en ese momento tenía a varios jugadores cargados de falta. El Madrid perdió el partido 82-80 y en el partido de vuelta remontó en Madrid, ganando 62–83.

## Ronda Preliminar
| Equipo 1             | Resultado total | Equipo 2               | Ida   | Vuelta |
| -------------------- | --------------- | ---------------------- | ----- | ------ |
| Casablancais         | 84–166          | Real Madrid            | 46–84 | 38–82  |
| Celtic               | 122–226         | Antwerpse              | 62-82 | 60-144 |
| The Wolves Amsterdam | 87–113          | Alsace Bagnolet        | 40-52 | 47-61  |
| Etzella Ettelbruck   | 110–149         | USC Heidelberg         | 51-66 | 59-83  |
| Engelmann            | 141–185         | AŠK Olimpija           | 77-99 | 64-86  |
| SISU Copenhagen      | 90–156          | Helsingin Kisa-Toverit | 57-70 | 33-86  |
| Hapoel Tel Aviv      | 166–130         | Panathinaikos          | 82-58 | 84-72  |
| Wissenschaft         | 119–197         | Honvéd                 | 58-84 | 61-113 |
| Benfica              | 97–174          | Ignis Varèse           | 49-73 | 48-101 |

## Octavos de final
| Equipo 1               | Resultado total | Equipo 2        | Ida   | Vuelta |
| ---------------------- | --------------- | --------------- | ----- | ------ |
| Helsingin Kisa-Toverit | 145–179         | Legia Warsaw    | 65-86 | 80-93  |
| Ignis Varèse           | 144–163         | Real Madrid     | 82–80 | 62–83  |
| Heidelberg             | 139–192         | AŠK Olimpija    | 81-95 | 58-97  |
| Hapoel Tel Aviv        | 139–140         | Darüşşafaka     | 69-65 | 70-75  |
| Honvéd                 | 148–149         | Iskra Svit      | 90-74 | 58-75  |
| Steaua Bucureşti       | 153–159         | Dinamo Tbilisi  | 76-77 | 77-82  |
| Antwerpse              | 137–127         | Alsace Bagnolet | 87-61 | 50-66  |

Automáticamente clasificado para los cuartos de final.
-  CSKA Moscú (Campeón actual)

## Cuartos de final
| Equipo 1     | Resultado total | Equipo 2       | Ida   | Vuelta |
| ------------ | --------------- | -------------- | ----- | ------ |
| CSKA Moscú   | 140–110         | Iskra Svit     | 85-53 | 55-57  |
| Darüşşafaka  | 116–164         | Dinamo Tbilisi | 67-80 | 49-84  |
| Antwerpse    | 143–173         | AŠK Olimpija   | 87-83 | 56-90  |
| Legia Warsaw | 144–162         | Real Madrid    | 73–62 | 71–100 |

## Semifinales
| Equipo 1     | Resultado total | Equipo 2       | Ida    | Vuelta |
| ------------ | --------------- | -------------- | ------ | ------ |
| CSKA Moscú   | 137–152         | Dinamo Tbilisi | 71-75  | 66-77  |
| AŠK Olimpija | 158–160         | Real Madrid    | 105–91 | 53–69  |

## Final
| Equipo 1       | Resultado | Equipo 2    |
| -------------- | --------- | ----------- |
| Dinamo Tbilisi | 90–83     | Real Madrid |

Patinoire des Vernets, Ginebra, Suiza, 29 de junio de 1962. Asistencia:4,000 
| Campeón de la Copa de Europa de 1961-62 |
| --------------------------------------- |
| Dinamo Tbilisi Primer título            |